# Reißboden
Reißboden oder Schnürboden (in der Zimmerei auch Zulage) nennt man große Flächen, auf denen große technische Konstruktionen und die Umrisse der Bauteile in Originalgröße (Maßstab 1:1) aufgetragen werden können.

## Prinzip

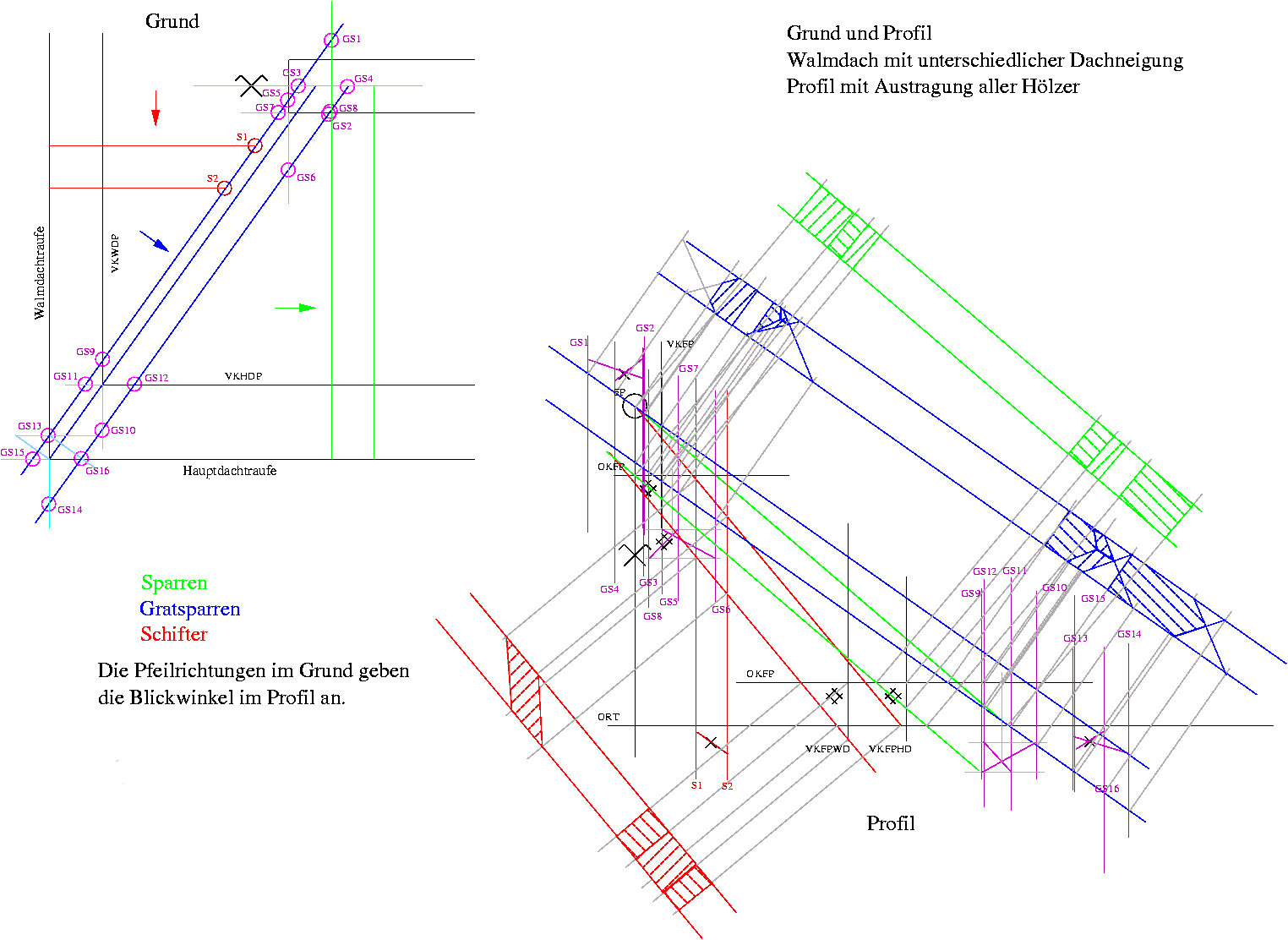
Grund (Grundriß) und Profil (Seitenansicht) einer Dachkonstruktion, wie es auf einen Reißboden gezeichnet werden könnte, mit Sparren, Gratsparren und Schiftern.

Auf dem Reißboden wird ein Aufriss einer Bauzeichnung aufgerissen, um die Abmessungen der Einzelteile und ihr Zusammenpassen vor Ort der Produktion und Montage verfügbar zu haben. Das heißt, es werden Linien auf den Reißboden aufgetragen, die die Oberseite des Werkstückes, sowie Ab- und Ausschnitte symbolisieren. Üblich war dieses Verfahren früher in allen Bereichen, in denen übermäßig große Bauteile verwendet werden, vor allem wenn von einem Werkstück mehrere Exemplare angefertigt werden müssen oder die Konstruktion komplex ist. Auch zum Aufbau eines Rasters kann diese Technik dienen, indem in regelmäßigen Abständen Schnüre gespannt werden und die Rasterung der Konstruktionszeichnung übertragen wird.
In historischen Zeiten wurden dafür eigene Plätze geglättet und mit Messlatte und Schlagschnur die Konstruktionszeichnung aufgeschnürt – daher auch der Name ‚Schnürboden‘. Dabei kommen straff gespannte Schnüre zum Einsatz, da man mit einer Schnur sehr schnell eine Gerade zwischen zwei Punkten herstellen und sie als Zirkel verwenden kann. Damit steht die ganze Zirkel-und-Lineal-Geometrie zur Verfügung.
Der Reißboden muss eben sein, damit die Risse mit einem Zimmermannswinkel oder anderen geeigneten Messwerkzeugen auf die zu bearbeitenden Rohlinge übertragen werden können.
Weil Herstellung und Zusammenbau dieser Teile auch zeitaufwändig waren, haben sich wohl schon früh überdachte Reißböden entwickelt. In spätindustrieller Zeit finden sich Schnurböden als großer Saal, meist ein Dachboden in einer Fabrikationshalle mit eigenem Oberlicht.
Heute werden die Abmessungen der Teile zunehmend direkt vom CAD/CAM bzw. CAAD-Programm an die automatisierten Herstellungsmaschinen übergeben, oder wird mit Spezialplottern ausgegeben, so dass der Schnürboden in der Praxis kaum mehr benötigt wird.

## Reißböden des Bauwesens
Bekannt ist die Methode schon aus dem klassischen griechischen Tempelbau, wo auf die Gründung des Baues, den Stereobat, eine geglättete Schicht, die Euthynterie, aufgebracht wurde. Diese Richtschicht diente neben bautechnischen und messtechnischen Zwecken insbesondere dazu, den Gebäudegrundriss aufzuziehen. Schnürböden finden sich auch in der frühen Baukunst des Orients und des fernen Ostens.
Es ist nicht genau bekannt, seit wann diese Plätze vor Ort auch verbreitet für das Aufreißen der Baukonstruktion und deren Einzelteile genutzt wurden (eine in der Wand eingeritzte Bauzeichnung des Tempels von Didyma datiert ins 3. Jh. v. Chr.) Sicher seit dem frühen Mittelalter wurde die erste Fassung des Plans auf Pergament, Papier, oder Holz (dem Reißbrett) angefertigt. Der Versatzplan, im Holzbau Abbundplan, musste dann im Naturmaß auf der Baustelle vorliegen.  Davon wurden dann auch Schablonen verschiedener Art gezogen (Maßbretter).
In den Dombauhütten der Gotik ist die Methode nachweislich verbreitet gewesen, auf geeigneten Böden schon innerhalb des unfertigen Gebäudes die großen Stäbe des Gewölbes und Maßwerks aufzuschnüren. Aus schriftlicher Überlieferung ist anzunehmen, dass diese Reißböden als Holzplattformen ausgeführt waren. Dazu wurde der Boden dann auch mit einer dünnen Sand- oder Estrichschicht aus Gips überzogen. War der Schnürboden vollgezeichnet, wurde eine weitere Schicht Estrich/Gips aufgelegt.
 Daneben finden sich auch Aufschnürungen in Rötel, und Ritzungen mit der Reißnadel in Stein. Vereinzelt finden sich  „Reißböden“ auch senkrecht an Wänden.
In einigen wenigen Kirchen des Hochmittelalters sind die originalen Schnürböden aus der Bauzeit erhalten, vornehmlich in Frankreich (Chartres, Reims, Soissons, Noirlac, Clermont-Ferrand, Limoges, Saint-Quentin, Narbonne), aber auch in York, Wells, Orvieto, Trogir (Dom); am Boden von San Paolo fuori le Mura in Rom riss Giacomo della Porta den Querschnitt der Kuppel von St. Peter an.
Neben dem Kirchenbau war die Methode wohl auch für profane Bauten und insbesondere in der Zimmerei und Bautischlerei bis in das 20. Jahrhundert verbreitet – so dass anzunehmen ist, dass auch im frühen Bauwesen neben Steinmetz- auch Holzbaukunst verbreitet am Reißboden geplant wurde. Verwendet wurde er im Stein- und Holzbau für Dachkonstruktionen, Treppenstufenprofile, Schalbretter, Kranzhölzer, sowie insbesondere im Gewölbebau – auch im Brückenbau – zur Konstruktion der Lehrbögen, wie auch des Lehrgerüstes.

## Schnürböden im Schiffbau

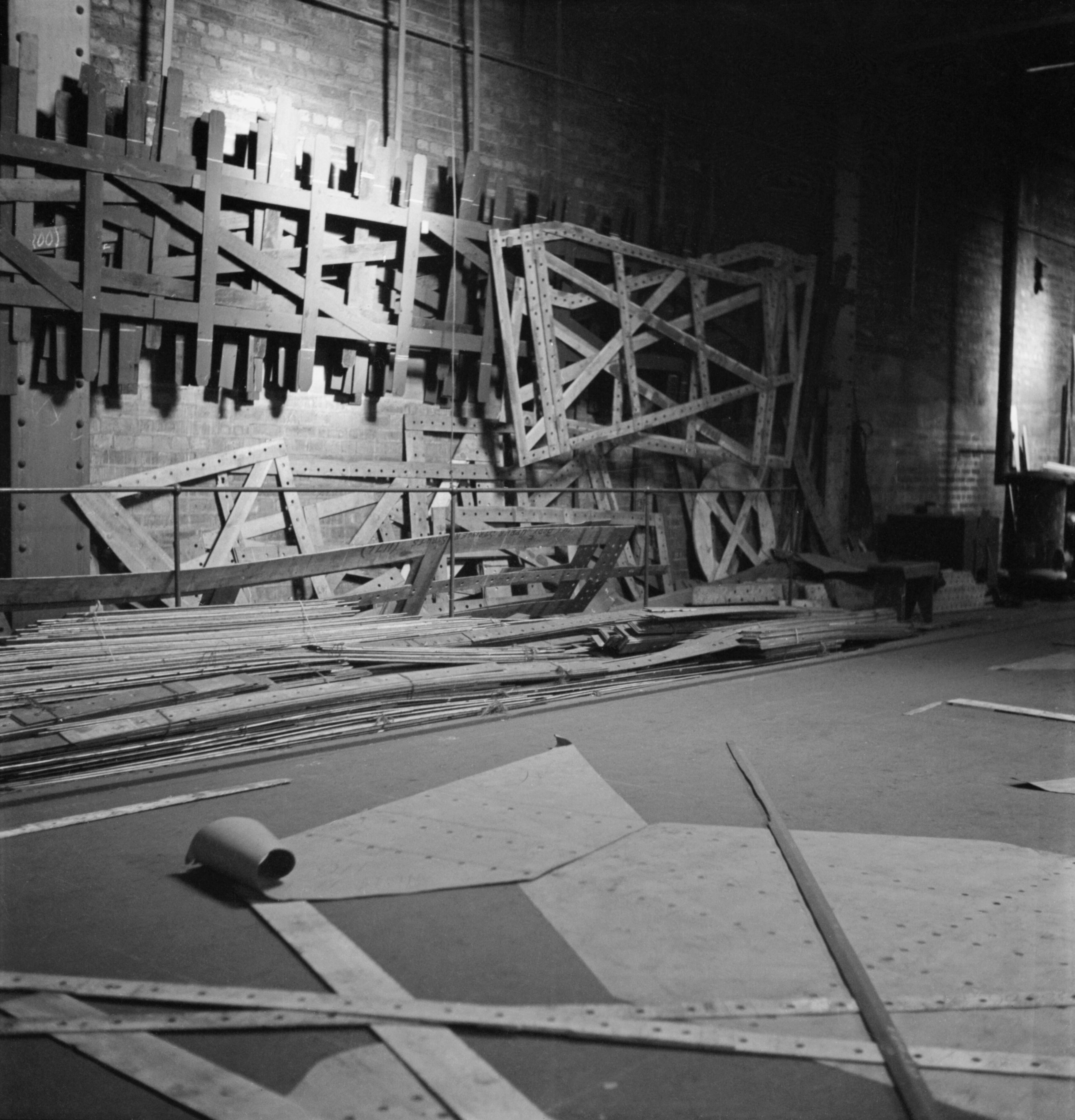
Eine Sammlung von Mustern auf dem Schnürboden einer englischen Werft im Zweiten Weltkrieg.

Besonders in Werften werden auf dem Dachboden der Schiffbauhalle aus den Angaben der Zeichnungen die Rundungen der Spanten, Schotten und anderer Teile, wie auch der Decksbeplattungen in originaler Größe aufgezeichnet. Man nennt diesen Boden auch Mallboden. Auch Segelmacher verwendeten Schnurböden für ihre Schnittmuster.